# Davide Bozzetto
Davide Bozzetto (San Vito al Tagliamento, 22 ottobre 1989) è un cestista italiano, di ruolo centro.

## Palmarès
- Coppa Italia LNP: 1

Virtus Siena: 2010-11